# Conrad-Michael Lehment
Conrad-Michael Lehment (* 5. Februar 1945 in Rostock) ist ein deutscher Politiker (LDPD, später FDP).

## Leben und Beruf
Lehment wurde als Sohn eines Getränkeherstellers geboren, der im Stadtbild von Rostock seit 1914 durch Paul Korffs "Geschäfts- und Wohnhaus der Spirituosenfabrik Conrad Lehment zusammen mit dem Geschäft von Uhrmachermeister und Juwelier Paul Ihlenburg und der Buchhandlung Gebr. Ernst & Hans Grundgeyer" in der Kröpeliner Straße unmittelbar neben dem Kröpeliner Tor eine große regionale Bekanntheit auch zu DDR-Zeiten hatte. Nach dem Abitur 1963 an der Erweiterten Oberschule in Rostock absolvierte er zunächst eine Ausbildung zum Brauer und Mälzer. Er nahm 1965 ein Studium der Gärungstechnologie auf, das er 1970 mit der Prüfung zum Diplom-Ingenieur beendete. Anschließend war er bis 1974 als technischer Leiter in der Getränkefirma seines Vaters tätig. Nach der Enteignung des Unternehmens übernahm er bis 1989 die Betriebsdirektion. Mitte der 1990er-Jahre wurden ihm Teile des zuvor enteigneten Unternehmens zugesprochen.

## Partei
Lehment war seit 1970 Mitglied der LDPD. Nach der friedlichen Revolution in der DDR trat er im August 1990 zur FDP über. 1994/95 war er stellvertretender Landesvorsitzender der FDP Mecklenburg-Vorpommern.

## Abgeordneter
Lehment war vom 18. März 1990 bis zum 2. Oktober 1990 Mitglied der ersten frei gewählten DDR-Volkskammer und dort Parlamentarischer Geschäftsführer der BFD-Fraktion. Er zählte zu den gewählten 144 Volkskammerabgeordneten, die am 3. Oktober 1990 Mitglied des Deutschen Bundestages wurden. Dem Deutschen Bundestag gehörte er dann bis zum Ende der Legislaturperiode an.

## Öffentliche Ämter
Lehment war 1989/90 stellvertretender Vorsitzender des Rates des Bezirkes Rostock. Er wurde am 27. Oktober 1990 als Wirtschaftsminister in die von Ministerpräsident Alfred Gomolka geführte Regierung des Landes Mecklenburg-Vorpommern berufen und gehörte seit 1992 auch der von Ministerpräsident Berndt Seite geleiteten Folgeregierung an. In Lehments Amtszeit fielen u. a. die Stilllegung des Kernkraftwerks Greifswald sowie der Beschluss für den Bau der Ostseeautobahn A 20. Nach der Wahlniederlage der FDP bei den Landtagswahlen im Oktober 1994 schied er am 9. Dezember 1994 aus der Regierung aus.